# Sheridan Downey

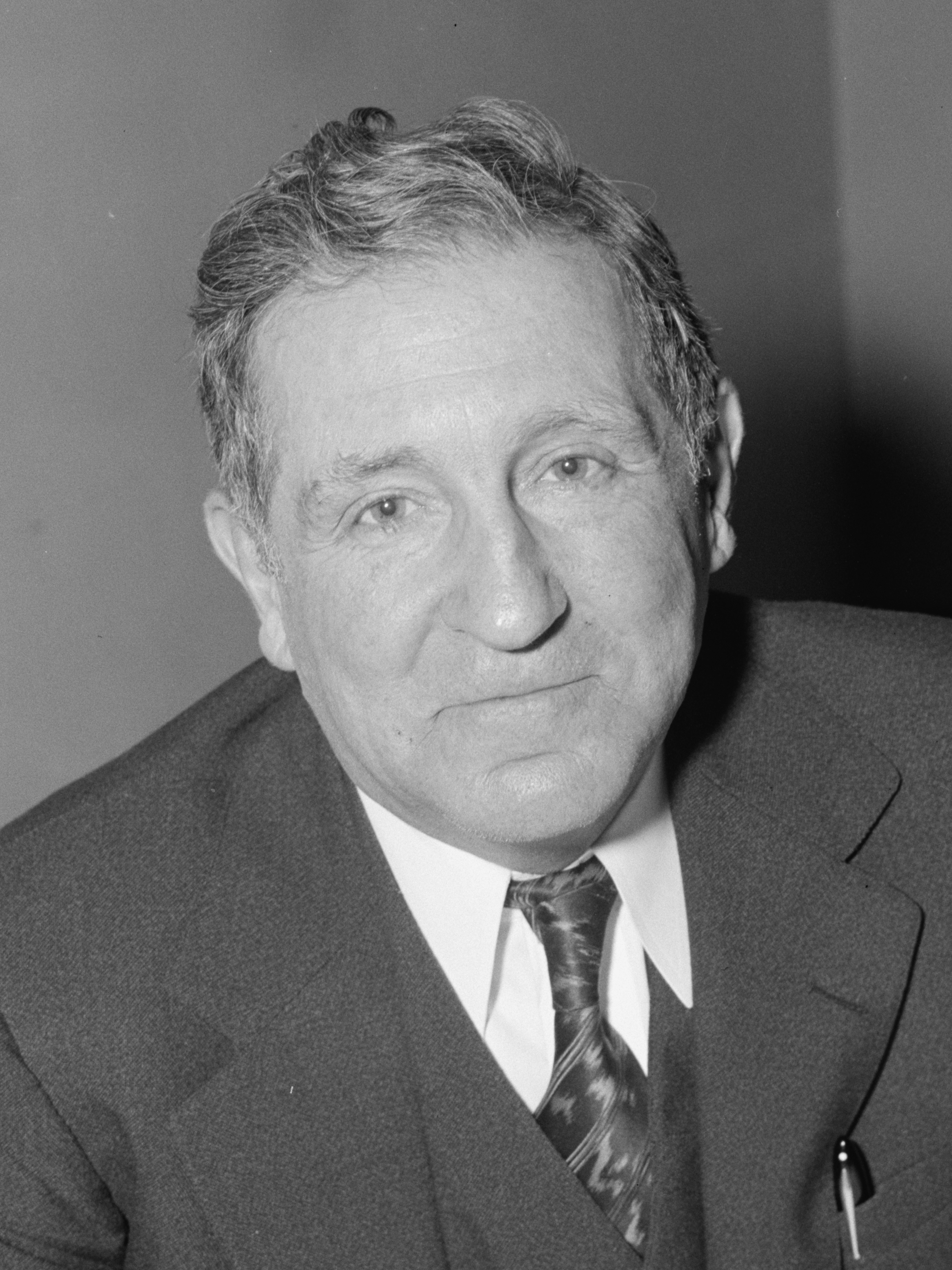
Sheridan Downey

Sheridan Downey (* 11. März 1884 in Laramie, Wyoming; † 25. Oktober 1961 in San Francisco, Kalifornien) war ein US-amerikanischer Politiker, der den Bundesstaat Kalifornien im US-Senat vertrat.

## Leben
Downey, Sohn von Stephen Wheeler Downey, einem Kongressmitglied aus dem Wyoming-Territorium, war Student an der University of Wyoming. Er wechselte später an die University of Michigan, wo er 1907 seinen Abschluss in Rechtswissenschaft machte. Nachdem er bereits knapp sechs Jahre in seiner Heimatstadt Laramie als Anwalt tätig gewesen war, zog Downey 1913 ins kalifornische Sacramento, wo er die folgenden zwei Jahrzehnte als Anwalt arbeitete. Er heiratete und bekam mit seiner Frau Helen fünf Kinder.

## Politik
Downey war Parteimitglied der Demokraten und kandidierte 1934 an der Seite von Upton Sinclair für das Amt des Vizegouverneurs von Kalifornien; jedoch ohne den nötigen Erfolg. Erst vier Jahre später, 1938, wurde er mit 54 % aller Wählerstimmen in das Amt des US-Senators gewählt. Downey legte sein Mandat am 30. November 1950 aufgrund seines Gesundheitszustandes nieder. Sein Nachfolger war der spätere US-Präsident Richard Nixon.

## Spätes Leben
Downey praktizierte in den 1950er Jahren in Washington, D.C. als Anwalt, ließ sich jedoch bald in San Francisco nieder. Hier starb er 1961 im Alter von 77 Jahren. In seinem Testament verfügte er, dass seine sterblichen Überreste der University of California zur medizinischen Forschung zur Verfügung gestellt werden sollte.